# Liste des arcs de triomphe romains
Cet article recense les arcs de triomphe romains, dont la fonction a bien été identifiée.
Tous les arcs de triomphe subsistants datent de la période impériale (à partir du Ier siècle av. J.-C.). Avant cette date, ils étaient précédés par des arcs honorifiques sous la République romaine, dont aucun exemplaire n'a survécu. Les arcs de triomphe ont été édifiés dans tout l'Empire romain et restent un exemple emblématique de l'architecture romaine antique.

## Liste

### Édifices subsistants

#### Algérie
| Arc                                | Ville              | Date      | Coordonnées                      | Photo |
| ---------------------------------- | ------------------ | --------- | -------------------------------- | ----- |
| Arc de Caracalla                   | Djemila            | 216       | 36° 19′ 14″ nord, 5° 44′ 08″ est |       |
| Arc de Marc Aurèle                 | Tazoult, Verecunda |           | 35° 29′ 11″ nord, 6° 17′ 16″ est |       |
| Arc de Marc Aurèle et Lucius Verus | Tazoult, Verecunda |           |                                  |       |
| Arc de Commode                     | Tazoult, Lambèse   |           |                                  |       |
| Arc de Septime Sévère              | Tazoult, Lambèse   |           | 35° 29′ 02″ nord, 6° 15′ 58″ est |       |
| Arc de Caracalla                   | Theveste           | 211 - 214 | 35° 24′ 18″ nord, 8° 07′ 22″ est |       |
| Arc de Trajan                      | Timgad             |           | 35° 29′ 06″ nord, 6° 28′ 01″ est |       |

#### Allemagne
| Arc                    | Ville   | Date        | Coordonnées                      | Photo |
| ---------------------- | ------- | ----------- | -------------------------------- | ----- |
| Arc de Dativius Victor | Mayence | IIIe siècle | 50° 00′ 21″ nord, 8° 16′ 12″ est |       |

#### Autriche
| Arc            | Ville               | Date      | Coordonnées                       | Photo |
| -------------- | ------------------- | --------- | --------------------------------- | ----- |
| Heidentor (de) | Petronell-Carnuntum | 354 - 361 | 48° 06′ 12″ nord, 16° 51′ 15″ est |       |

#### Croatie
| Arc             | Ville | Date                        | Coordonnées                       | Photo |
| --------------- | ----- | --------------------------- | --------------------------------- | ----- |
| Arc des Sergius | Pula  | 29 av. J.-C. - 27 av. J.-C. | 44° 52′ 06″ nord, 13° 50′ 49″ est |       |

#### Espagne
| Arc                    | Ville                                    | Date       | Coordonnées                        | Photo |
| ---------------------- | ---------------------------------------- | ---------- | ---------------------------------- | ----- |
| Arc romain de Cabanes  | Castellón de la Plana                    |            | 40° 09′ 56″ nord, 0° 00′ 53″ est   |       |
| Arc de Medinaceli (en) | Medinaceli                               |            | 41° 10′ 15″ nord, 2° 25′ 57″ ouest |       |
| Arc de Berà            | Roda de Berà                             | vers -13   | 41° 10′ 23″ nord, 1° 28′ 08″ est   |       |
| Arc de Cáparra (it)    | Guijo de Granadilla / Oliva de Plasencia | Ier siècle | 40° 10′ 00″ nord, 6° 06′ 04″ ouest |       |

#### France
| Arc                        | Ville                  | Date              | Coordonnées                        | Photo |
| -------------------------- | ---------------------- | ----------------- | ---------------------------------- | ----- |
| Arc de Campanus            | Aix-les-Bains          | Ier siècle        | 45° 41′ 21″ nord, 5° 54′ 56″ est   |       |
| Porte Noire                | Besançon               | IIe siècle        | 47° 14′ 05″ nord, 6° 01′ 47″ est   |       |
| Arc de Carpentras          | Carpentras             | 18 - 19           | 44° 03′ 16″ nord, 5° 02′ 51″ est   |       |
| Arc antique de Cavaillon   | Cavaillon              |                   | 43° 50′ 05″ nord, 5° 02′ 05″ est   |       |
| Arc de triomphe de Langres | Langres                |                   | 47° 51′ 55″ nord, 5° 19′ 49″ est   |       |
| Arc d'Orange               | Orange                 | 27 av. J.-C. - 14 | 44° 08′ 32″ nord, 4° 48′ 17″ est   |       |
| Porte de Mars              | Reims                  | IIIe siècle       | 49° 15′ 38″ nord, 4° 01′ 48″ est   |       |
| Pont Flavien               | Saint-Chamas           | 12 av. J.-C.      | 43° 32′ 29″ nord, 5° 02′ 35″ est   |       |
| Arc de Germanicus          | Saintes                | 18 - 19           | 45° 44′ 45″ nord, 0° 37′ 44″ ouest |       |
| Arc de triomphe de Glanum  | Saint-Rémy-de-Provence | 10 - 25           | 43° 46′ 35″ nord, 4° 49′ 52″ est   |       |

#### Grèce
| Arc             | Ville         | Date      | Coordonnées                       | Photo |
| --------------- | ------------- | --------- | --------------------------------- | ----- |
| Porte d'Hadrien | Athènes       | 131 - 132 | 37° 58′ 13″ nord, 23° 43′ 55″ est |       |
| Arc de Galère   | Thessalonique | 288 - 289 | 40° 38′ 00″ nord, 22° 57′ 10″ est |       |

#### Italie
| Arc                              | Ville                    | Date         | Coordonnées                       | Photo |
| -------------------------------- | ------------------------ | ------------ | --------------------------------- | ----- |
| Arc de Trajan                    | Ancône                   | 113          | 43° 37′ 31″ nord, 13° 30′ 23″ est |       |
| Arc d'Auguste                    | Aoste                    | 25 av. J.-C. | 45° 44′ 21″ nord, 7° 19′ 41″ est  |       |
| Arc de Marc Antoine (it)         | Aquino                   | 113          | 41° 29′ 54″ nord, 13° 42′ 06″ est |       |
| Arc de Bénévent                  | Bénévent                 | 114          | 41° 07′ 57″ nord, 14° 46′ 45″ est |       |
| Arc de Trajan (en)               | Canosa di Puglia         | vers 109     | 41° 13′ 39″ nord, 16° 02′ 47″ est |       |
| Arc d'Auguste                    | Fano                     | vers 9       | 43° 50′ 35″ nord, 13° 00′ 52″ est |       |
| Arc de triomphe de Pompéi        | Pompei                   | 18 - 19      |                                   |       |
| Arc d'Auguste                    | Rimini                   | 27 av. J.-C. | 44° 03′ 25″ nord, 12° 34′ 16″ est |       |
| Arc de Constantin                | Rome                     | 312 - 315    | 41° 53′ 23″ nord, 12° 29′ 27″ est |       |
| Arc de Drusus                    | Rome                     | 9 av. J.-C.  | 41° 52′ 26″ nord, 12° 30′ 05″ est |       |
| Arc de Gallien                   | Rome                     | 262          | 41° 53′ 45″ nord, 12° 30′ 05″ est |       |
| Arc de Janus                     | Rome                     | IVe siècle   | 41° 53′ 22″ nord, 12° 28′ 58″ est |       |
| Arc de Malborghetto (en)         | Rome                     | vers 315     | 42° 03′ 08″ nord, 12° 29′ 13″ est |       |
| Arc de Septime Sévère            | Rome                     | 203          | 41° 53′ 34″ nord, 12° 29′ 05″ est |       |
| Arc de Titus                     | Rome                     | 82           | 41° 53′ 27″ nord, 12° 29′ 19″ est |       |
| Arc d'Hadrien                    | Santa Maria Capua Vetere |              | 41° 05′ 02″ nord, 14° 14′ 52″ est |       |
| Arc de Drusus et Germanicus (it) | Spolète                  | 14 - 37      | 42° 44′ 00″ N, 12° 44′ 14″ E      |       |
| Arc d'Auguste                    | Suse                     | 8 av. J.-C.  | 45° 08′ 10″ nord, 7° 02′ 34″ est  |       |
| Arc de Riccardo                  | Trieste                  | 33 av. J.-C. | 45° 38′ 52″ nord, 13° 46′ 08″ est |       |
| Arco dei Gavi                    | Vérone                   | vers 50      | 45° 26′ 24″ nord, 10° 59′ 20″ est |       |

#### Jordanie
| Arc                | Ville  | Date      | Coordonnées                       | Photo |
| ------------------ | ------ | --------- | --------------------------------- | ----- |
| Arc d'Hadrien (en) | Gérasa | 129 - 130 | 32° 16′ 20″ nord, 35° 53′ 29″ est |       |

#### Liban
| Arc        | Ville | Date | Coordonnées                       | Photo |
| ---------- | ----- | ---- | --------------------------------- | ----- |
| Arc de Tyr | Tyr   |      | 33° 16′ 14″ nord, 35° 12′ 37″ est |       |

#### Libye
| Arc                    | Ville               | Date      | Coordonnées                       | Photo |
| ---------------------- | ------------------- | --------- | --------------------------------- | ----- |
| Arc d'Antonin le Pieux | Khoms, Leptis Magna |           | 32° 38′ 18″ nord, 14° 17′ 11″ est |       |
| Arc de Marc Aurèle     | Khoms, Leptis Magna |           | 32° 38′ 20″ nord, 14° 17′ 09″ est |       |
| Arc de Septime Sévère  | Khoms, Leptis Magna | 146 - 211 | 32° 38′ 08″ nord, 14° 17′ 21″ est |       |
| Arc de Tibère          | Khoms, Leptis Magna | 35        | 32° 38′ 16″ nord, 14° 17′ 31″ est |       |
| Arc de Trajan          | Khoms, Leptis Magna |           | 32° 38′ 15″ nord, 14° 17′ 30″ est |       |
| Arc de Marc Aurèle     | Tripoli             |           | 32° 54′ 00″ nord, 13° 10′ 33″ est |       |

#### Maroc
| Arc              | Ville     | Date        | Coordonnées                        | Photo |
| ---------------- | --------- | ----------- | ---------------------------------- | ----- |
| Arc de Caracalla | Volubilis | IIIe siècle | 34° 04′ 26″ nord, 5° 33′ 19″ ouest |       |

#### Syrie
| Arc                   | Ville     | Date | Coordonnées                       | Photo |
| --------------------- | --------- | ---- | --------------------------------- | ----- |
| Arc de Septime Sévère | Lattaquié | 183  | 35° 30′ 50″ nord, 35° 46′ 56″ est |       |

#### Tunisie
| Arc                     | Ville   | Date      | Coordonnées                      | Photo |
| ----------------------- | ------- | --------- | -------------------------------- | ----- |
| Arc d'Althiburos        | Dahmani |           | 35° 52′ 27″ nord, 8° 47′ 07″ est |       |
| Arc de Septime Sévère   | Dougga  | 205       | 36° 25′ 18″ nord, 9° 13′ 17″ est |       |
| Arc de Sévère Alexandre | Dougga  | 222 - 235 | 36° 25′ 24″ nord, 9° 13′ 00″ est |       |
| Arc de Septime Sévère   | Haïdra  |           | 35° 33′ 57″ nord, 8° 27′ 33″ est |       |
| Arc de Trajan           | Makthar |           | 35° 51′ 22″ nord, 9° 12′ 19″ est |       |
| Arc de Dioclétien       | Sbeïtla | vers 300  | 35° 14′ 09″ nord, 9° 07′ 25″ est |       |

#### Turquie
| Arc             | Ville    | Date       | Coordonnées                       | Photo |
| --------------- | -------- | ---------- | --------------------------------- | ----- |
| Porte Sud       | Anazarbe |            | 37° 15′ 02″ nord, 35° 54′ 12″ est |       |
| Porte d'Hadrien | Antalya  | IIe siècle | 36° 53′ 07″ nord, 30° 42′ 30″ est |       |

### Édifices détruits

#### Italie
| Arc                                     | Ville | Date         | Coordonnées                       | Photo |
| --------------------------------------- | ----- | ------------ | --------------------------------- | ----- |
| Arc d'Arcadius, Honorius et Théodose    | Rome  |              | 41° 54′ 06″ nord, 12° 27′ 49″ est |       |
| Voûte de Caius et Lucius                | Rome  |              |                                   |       |
| Arc de Claude                           | Rome  | 46           | 41° 53′ 57″ nord, 12° 28′ 52″ est |       |
| Arc de Claude                           | Rome  | 51 - 52      |                                   |       |
| Arc de Drusus                           | Rome  | 9            | 41° 53′ 33″ nord, 12° 29′ 04″ est |       |
| Arc de Drusus                           | Rome  | 19           | 41° 53′ 39″ nord, 12° 29′ 13″ est |       |
| Arc de Drusus                           | Rome  | après 23     |                                   |       |
| Arc de Fabius                           | Rome  |              | 41° 53′ 31″ nord, 12° 29′ 11″ est |       |
| Arc de Germanicus                       | Rome  | 19           |                                   |       |
| Arc de Gratien, Valentinien et Théodose | Rome  |              | 41° 54′ 06″ nord, 12° 27′ 59″ est |       |
| Arc de Marc Aurèle                      | Rome  |              | 41° 53′ 40″ nord, 12° 29′ 03″ est |       |
| Arc de Néron                            | Rome  |              | 41° 53′ 36″ nord, 12° 28′ 59″ est |       |
| Arc Nouveau                             | Rome  | 303 - 304    | 41° 53′ 54″ nord, 12° 28′ 54″ est |       |
| Arc d'Octave                            | Rome  |              | 41° 53′ 19″ nord, 12° 29′ 08″ est |       |
| Arc de Scipion l'Africain               | Rome  |              | 41° 53′ 34″ nord, 12° 28′ 58″ est |       |
| Arc des Parthes                         | Rome  | 29 av. J.-C. | 41° 53′ 31″ nord, 12° 29′ 10″ est |       |
| Arc de la Piété                         | Rome  |              | 41° 53′ 55″ nord, 12° 28′ 36″ est |       |
| Arc de Tibère                           | Rome  | 16           | 41° 53′ 32″ nord, 12° 29′ 03″ est |       |
| Arc de Tibère                           | Rome  | Ier siècle   |                                   |       |

#### Syrie
| Arc                       | Ville   | Date | Coordonnées | Photo |
| ------------------------- | ------- | ---- | ----------- | ----- |
| Arc monumental de Palmyre | Palmyre |      |             |       |

#### Turquie
| Arc             | Ville    | Date | Coordonnées | Photo |
| --------------- | -------- | ---- | ----------- | ----- |
| Arc de Théodose | Istanbul | 393  |             |       |